# Ichneumon leucopalpus
Ichneumon leucopalpus är en stekelart som beskrevs av Preysler 1793. Ichneumon leucopalpus ingår i släktet Ichneumon och familjen brokparasitsteklar. Inga underarter finns listade i Catalogue of Life.